# Ring 0: The Birthday
Ring 0: The Birthday (リング0 バースデイ?, Ringu 0 - Bāsudei, Ring 0 - Birthday) è un film del 2000 diretto da Norio Tsuruta.
Pellicola horror giapponese con sceneggiatura di Hiroshi Takahashi, basata sul racconto breve Lemon Heart di Kōji Suzuki, contenuto nell'antologia Birthday.
Il film è ambientato 30 anni prima degli eventi raccontati in Ring, e racconta la vita di Sadako Yamamura all'età di 19 anni.

## Trama
Una reporter, Miyaji Akiko, il cui fidanzato fu ucciso durante le dimostrazioni dei poteri di Shizuko Yamamura, sta raccogliendo informazioni sulla figlia di Shizuko, Sadako.  Nel frattempo la stessa Sadako si è unita ad una troupe di attori teatrali e si è innamorata di Hiroshi Toyama, anche se è tormentata dall'incontrollabilità dei propri poteri.
Miyaji scopre la verità sui poteri di Sadako e di come l'intera troupe sia stata maledetta dalla sua sola presenza, oltre al fatto che esiste una seconda Sadako, dall'aspetto di una ragazzina, responsabile della morte del fidanzato e della futura morte dei membri della compagnia teatrale. Quando Miyaji affronta Sadako con la registrazione della dimostrazione della madre, la ragazza perde il controllo e con il proprio potere distrugge il set ed uccide il dottore che la stava seguendo per i suoi problemi psichici. La troupe e Miyaji uccidono, apparentemente, Sadako (nonostante il tentativo di Toyama di fermarli), ma si rendono conto che per liberarsi dalla maledizione devono uccidere anche l'altra Sadako. Pensando quindi che quest'ultima si trovi con il presunto padre (il professor Ikuma), raggiungono la casa dell'uomo, portando con sé il corpo della ragazza uccisa. 
Una volta giunti a destinazione, l'uomo racconta loro che, dopo l'uccisione del fidanzato di Miyaji, Sadako si è sdoppiata in 2 entità, una ragazza buona simile alla madre Shizuko e una, invece, puramente malvagia (a dire dell'uomo "simile al suo vero padre"), tenuta sotto controllo dal medico mediante sedativi. All'improvviso, la Sadako che si credeva morta si riprende e, con l'aiuto di Toyama, scappa, mentre il resto della troupe si mette al suo inseguimento. Poco dopo, la "seconda" Sadako si palesa al gruppo di inseguitori uccidendoli per mezzo dei suoi poteri, compreso l'incolpevole Toyama.
Il dr. Ikuma, che ha assistito a tutta la scena, droga la figlia (apparentemente tornata buona), che comunque cerca di scappare, fino a che non raggiunge un pozzo, dove l'uomo la fa precipitare. Sadako, dopo aver sognato per l'ultima volta di rivedere il suo amato Toyama, si riprende appena in tempo per vedere il padre chiudere il pozzo.

## Distribuzione

### Edizioni home video
Nel 2003 il film ha avuto un doppiaggio dalla ETS ed è stato distribuito in DVD dalla Dynit.